# Nigrad
Javno podjetje Nigrad, komunalno podjetje, d. o. o. je komunalno podjetje iz Maribora, ki je v večinski lasti Javnega holdinga Maribor. Sedež družbe se nahaja na Zagrebški cesti 30 na Teznu v Mariboru. Direktor družbe je z dnem 2. 12. 2024 postal Dušan Slapnik, univ. dipl. inž. grad., Družba je na podlagi 55. člena Zakona o gospodarskih družbah uvršena med velika podjetja. Družba je na dan 8. 4. 2025 imela 229 zaposlenih

## Glavne dejavnosti službe
- vzdrževanje in upravljanje ulic, trgov in cest s pripadajočimi objekti in napravami,
- vzdrževanje in upravljanje kanalizacijskega sistema,
- vzdrževanje in upravljanje javne razsvetljave in prometne signalizacije,
- vzdrževanje in upravljanje javnih parkirišč,
- izvajanje gradbenih in ostalih del za potrebe komunalne infrastrukture,
- akreditirana dejavnost – preizkusni laboratorij.

## Notranja organiziranost službe
Uprava:
- Služba kakovosti
- Odnosi z javnostmi

Poslovna področja:
- Računovodsko-finančna služba
- Služba za ravnanje s človeškimi viri
- Komerciala
- Vozni park
- Služba za upravljanje z viri in razvoj
- Upravno-tehnična služba (seznam uradnih oseb)

Operativne službe:
- Javne prometne površine
- Kanalizacija
- Javna razsvetljava in prometna semaforizacija

## Nazorni svet
- Gregor Ficko, predsednik
- Dejan Stanko, namestnik predsednika
- Izidor Polanec, član
- Primož Tručl, član
- Mišo Pušnik, član (predstavnik delavcev)
- Bojan Šuman, član (predstavnik delavcev)